# Terrence Kaufman
Terrence Kaufman (12 de junio 1937–3 de marzo de 2022) fue un lingüista especializado en la documentación de idiomas no escritos, lexicografía,lingüística histórica y fenómenos de contacto entre lenguas, y se ha dedicado a las lenguas aborígenes del continente americano. 

## Carrera
Kaufman se doctoró en lingüística en la Universidad de California en Berkeley en 1963. Ha realizado estudios descriptivos y comparativos de las familias de lenguas mayas, siux, hokanas, uto-aztecas, mixezoqueanas y otomangues. Si bien su énfasis es la recopilación de documentación empírica de lenguas no escritas, muchos de sus artículos, en coautoría con otros académicos de la talla de Lyle Campbell, Sarah Thomason y John Justeson, han sido altamente influyentes.
Fue profesor en el departamento de antropología de la Universidad de Pittsburgh.

## Trabajo académico
En un artículo de 1976 coescrito con Lyle Campbell, propuso una teoría que afirmaba que los olmecas hablaban una lengua mixe-zoqueana, basándose en la presencia sustancial de préstamos tempranos del mixe-zoqueano en muchas lenguas mesoamericanas, particularmente en dominios semánticos específicos y culturalmente significativos. Esta teoría ha sido ampliamente aceptada y se cita frecuentemente como un cuasi-hecho. Junto con Lyle Campbell y Thomas Smith-Stark, Kaufman realizó una investigación publicada en Language (1986) que llevó al reconocimiento de Mesoamérica como un área lingüística.
En Language contact, creolization, and genetic linguistics (1988), coescrito por Kaufman y Sarah Thomason, los autores fueron los primeros en establecer un marco teórico sólido para comprender los procesos de cambio lingüístico inducido por contacto. La genealogía propuesta por Kaufman de las lenguas indígenas de Sudamérica (Kaufman 1990), que sigue siendo la clasificación más exhaustiva y fundamentada de su tipo, sirve como base para la clasificación presentada por Lyle Campbell en su obra autoritativa "American Indian Languages" (Campbell 1996).
Junto con John Justeson, afirmó haber descifrado con éxito la escritura Istmeña o epi-olmeca (Justeson & Kaufman 1993). Esta afirmación no ha sido aceptada generalmente en la comunidad académica y ha sido rotundamente rechazada por Michael Coe y Stephen Houston (Houston & Coe 2004, y Press Release). Kaufman está actualmente involucrado en el "Proyecto para la Documentación de las Lenguas de Mesoamérica" (PDLMA), centrado en recopilar datos lingüísticos estandarizados de las lenguas mesoamericanas poco documentadas.